# Willi Thern
Willi Thern   (Pest, 22 de juny de 1847 - Viena, 7 d'abril de 1911) també conegut com Vilmos, Willy o Wilhelm, fou pianista i professor hongarès d'origen alemany. Era fill del compositor i director Károly Thern.
Junt amb el seu germà Lous va estudiar amb el seu pare; Amb Louis van formar un famós duo de piano, que va aparèixer a partir del 1866. Es van escoltar anualment a Londres i Liverpool, van fer moltes gires per Bèlgica, els Països Baixos i Alemanya i a París van tocar en salons de moda i van fer amistat amb gent com el príncep Metternich, el baró d'Erlanger, Rossini i Berlioz.
El seu repertori incloïa obres de Franz Liszt, que sovint assistia als seus concerts i fins i tot tocava amb ells, a més de Bach, Mozart i Beethoven.
També van ser prolífics arranjadors per a piano a 4 mans, incloent:
- Primers[4] i tercers[5] concerts de piano de Beethoven
- 15 quartets de corda, un conjunt de trios per a piano i 24 simfonies de Joseph Haydn[6]
- Tres quartets de piano, dos quintets de corda[7] i l'Octet en mi bemoll, op. 20[8] de Felix Mendelssohn.

Els dos pianistes es van convertir més tard en professors de piano a Viena. L'alumne més conegut de Willy Thern va ser Erwin Schulhoff.
La transcripció de Liszt per a quatre mans de quatre marxes de piano de Franz Schubert, S. 632, estava dedicada a Willi i Louis Thern.